# Крак де Шевалие
Крак де Шевалие (на френски: Krak des Chevaliers) е крепост на хоспиталиерите (Малтийския орден), разположена в Сирия, мухафаза Хомс, близо до границата с Ливан. Намира се на билото на хълм с височина 650 м недалеч от пътя, водещ от Антиохия към Бейрут и Средиземно море.
Името означава Крепост на рицарите, от асирийски „карак“ – „крепост“, и френски „шевалие“ – „рицар“.

## История
Намиращ се на 700 метра надморска височина, „Krak Des Chevaliers“ е считан за една от най-великите крепости в света. Със своето стратегическо разположение в долината между Хомс и Триполи и съчетавайки най-доброто от средновековната фортификация, замъкът никога не е бил обсаждан или атакуван.

Историята на крепостта не е добре проучена. Според мюсюлмански хроники, първоначалната крепост на това място е издигната от кюрди през 1031 г., като те я наричат „Замъкът на Кюрдите“ (Husn Al Akrad). Впоследствие този замък е превзет през 1099 г. от Графа на Тулуза, а по-късно от латинския принц Танкред Галилейски през 1110 г. За последно попада в ръцете на Хоспиталиерите през 1142 г., които го използват за защита от нападения идващи откъм град Алепо. След като замъкът попада в ръцете на кръстоносците, въпреки нанесените му поражения по време на две земетресения, той е построен наново, за да придобие финалната си форма през XIII век. Замъкът бива превзет само веднъж от Султана на Мамелюците – Байбарс, който прибягва до хитрост, като фалшифицира писмо написано от главнокомандващия на кръстоносците в Триполи, с което ги приканва да се предадат и така пада най-великата крепост на света.

Крепостта внушава сила и величие дори само със своя външен вид. Южната страна е била най-уязвима и затова султан Байбарс прибавя още едно солидно укрепление там. В западната част има отвесна стена подсилена с 5 цилиндрични кули. В северното крило се намира задният вход на крепостта, разположен между две масивни четириъгълни кули. На изток се намира главният вход и т.нар „кула на кралската дъщеря“.
През 2006 г. замъкът е включен в Списъка на световното културно и природно наследство на ЮНЕСКО заедно със замъка на Саладин.